# 立方質數
立方質數是由特殊的方程生成的質數。这种方程共有两组，都包含有變數x和y的立方项。A.J.C.坎寧安（A. J. C. Cunningham）首先研究了这种方程。
第一种生成立方质数的方程：{\displaystyle p={\frac {x^{3}-y^{3}}{x-y}},x=y+1,y=1,2,\cdots }
由上式產生的首幾個質數是：7, 19, 37, 61, 127…（ A002407）
上式可以重寫成{\displaystyle {\frac {(y+1)^{3}-y^{3}}{y+1-y}}}，再簡化成{\displaystyle 3y^{2}+3y+1}，這正和中心六邊形數的一般形式一模一樣。即是說這類立方質數都是中心六邊形數。截至2024年6月，最大的立方質數有3153105個數位，用上述方程描述的话就是{\displaystyle y=3^{3304301}-1}，由Ryan Propper与Serge Batalov發現。
坎寧安的《对准梅森数的研究》（On quasi-Mersennian numbers''）曾對它們做過研究。
第二种生成立方质数的方程：{\displaystyle p={\frac {x^{3}-y^{3}}{x-y}},x=y+2,y=1,2,\cdots }
13, 109, 193, 433, 769, 1201, 1453, 2029, 3469, 3889, 4801…（ A002648）
坎寧安的書《二元因数分解》（Binomial Factorisation）曾對它們進行研究。